# Котки
Вижте пояснителната страница за други значения на Котки.
Котките (Felis) са род сравнително дребни хищници, типични представители на семейство Коткови (Felidae). От тях в България се среща европейската Дива котка, а като неин подвид Домашната котка е едно от най-широко разпространените животни на земята. Все още има неястоти и спорове относно вътрешната класификация в рода, като почти всички представители на подсемейство Мъркащи (същински) котки (Felinae) се отнасяха към рода Felis. Някои от видовете се кръстосват успешно, но въпреки многократните опити повечето диви видове се опитомяват много трудно.

## Класификация
род Felis – Котки
- Felis silvestris – Дива котка
  - Felis silvestris silvestris – Европейска дива котка
  - Felis silvestris lybica – Африканска дива котка
  - Felis silvestris catus – Домашна котка
- Felis bieti – Китайска планинска котка
- Felis margarita – Пясъчна котка
- Felis nigripes – Чернолапа котка
- Felis chaus – Тръстикова котка (Блатен рис, Хаус)
- Felis (Otocolobus) manul – Манул (Паласова котка)